# Đồng Thái
	Đồng Thái		là một xã thuộc tỉnh Ninh Bình, Việt Nam.

## Địa lý
Trụ sở xã nằm cách phường Hoa Lư - trung tâm tỉnh lỵ Ninh Bình 20 km về phía Nam, có vị trí địa lý:
- Phía đông giáp xã Yên Mạc và xã Yên Mô.
- Phía bắc giáp phường Trung Sơn và phường Yên Thắng.
- Phía nam và phía tây lần lượt giáp xã Ba Đình, xã Nga An và phường Bỉm Sơn của tỉnh Thanh Hóa.

Danh xưng xã Đồng Thái chỉ mới xuất hiện từ năm 2025, mang tên địa danh du lịch nổi tiếng là hồ Đồng Thái nằm ở sát vùng núi phía tây xã này.
Xã Đồng Thái	có diện tích:	47,6	km², 	dân số:	24.049	người, mật độ dân số: 	505	người/km². 	Đây là đơn vị có diện tích xếp thứ:	9	, số dân xếp thứ: 	104	và mật độ dân số xếp thứ: 	124	trong số 129 xã, phường ở Ninh Bình.  
Xã này nằm trên Quốc lộ 21B, nối giữa 2 đô thị Phát Diệm và Tam Điệp, Ninh Bình.

## Lịch sử
Theo Nghị quyết số 1674/NQ-UBTVQH15 ngày 16/6/2025 về sắp xếp các đơn vị hành chính cấp xã của tỉnh Ninh Bình năm 2025, Theo đó, sắp xếp toàn bộ diện tích tự nhiên, quy mô dân số của các xã Yên Đồng (huyện Yên Mô), Yên Thành và Yên Thái thành xã mới có tên gọi là xã Đồng Thái.	

## Văn hóa

### Di chỉ Mán Bạc
Di chỉ Mán Bạc ở thôn Bạch Liên, xã Đồng Thái, thuộc hệ thống đứt gãy của dải núi đá vôi Tam Điệp chạy ra tới biển. Theo các nhà khảo cổ học, di chỉ Mán Bạc thuộc giai đoạn văn hóa cuối Phùng Nguyên, đầu Đồng Đậu, có niên đại gần 4.000 năm với 30 di hài người Australoid và Mongoloid được chôn chung, cho thấy trên đất Việt Nam đã có sự chung sống lâu dài giữa người Australoid và người Mongoloid.
Cư dân cổ Mán Bạc sống trên toàn bộ doi đất cao gọi là Gò Vụng, được dải núi Mán Bạc bao quanh theo thế hình vòng cung tạo ra một nơi rất kín. Ở đó, cư dân yên tâm sinh sống vì có thể tránh được thời tiết xấu. Năm 1999, các nhà khảo cổ Việt Nam đã tiến hành khai quật di chỉ Mán Bạc lần thứ nhất, và đã tìm thấy 5 mộ táng và 6 cá thể. Trong lần khai quật lần thứ hai, với diện tích 24m2, các nhà khảo cổ đào được 10 mộ với 11 cá thể. Người chết được chôn theo tư thế nằm ngửa, tay chân duỗi thẳng, mặt nghiêng về bên trái. Các nhà khảo cổ cũng thu được 39 chiếc rìu, 8 đục, 6 hạt chuỗi, 10 mảnh vòng, 2 bàn đập vải vỏ cây, 3 nồi gốm, 1 bát đồng, 3 hiện vật hình nấm còn khá nguyên vẹn... và hàng trăm kilogam vỏ nhuyễn thể. Đây cũng là di chỉ đầu tiên trong giai đoạn văn hóa Phùng Nguyên giữ được di cốt người còn khá nguyên vẹn. Đối chứng với mẫu bào thai 8 tháng tuổi ở Viện Giải phẫu, các nhà khảo cổ đã khẳng định những di cốt được tìm thấy ở một số mộ là trẻ sơ sinh (chiếm tới 50%).
Theo đánh giá của giới khảo cổ, giá trị lớn nhất của cuộc khai quật di chỉ Mán Bạc lần thứ hai là bước đầu cho thấy sự phát triển của văn hóa Đa Bút giai đoạn muộn lên cư dân Mán Bạc cổ. UBND huyện Yên Mô đang có kế hoạch xây dựng bảo tàng ngoài trời tại địa điểm khai quật di cốt người cổ Mán Bạc.
Di tích Khảo cổ Mán Bạc được các nhà khoa học trong nước và quốc tế khai quật 5 lần vào các năm 1999, 2001, 2004 - 2005, 2005 và năm 2007.
Năm 2025, Trường Đại học Khoa học Xã hội và Nhân văn tổ chức Hội thảo khoa học báo cáo kết quả nghiên cứu khảo cổ học năm 2025 tại khu vực Di tích Mán Bạc. Sự kiện không chỉ ghi nhận những kết quả mới trong lĩnh vực khảo cổ học, mà còn mở ra hướng tiếp cận mới trong việc bảo tồn và phát huy giá trị của một trong những di chỉ tiền sử quan trọng bậc nhất ở khu vực đồng bằng Bắc Bộ. Trong dòng chảy khảo cổ học Việt Nam, Mán Bạc là một trong những mắt xích quan trọng giúp nối kết tiến trình định cư - chuyển đổi sinh kế hình thành cộng đồng cổ xưa tại vùng đồng bằng Bắc Bộ. Những phát hiện mới năm 2025 không chỉ bổ sung lớp thông tin địa tầng, mà còn thổi luồng sinh khí mới cho hành trình hiểu sâu hơn về con người tiền sử Việt Nam.

### Làng nghề gốm Bồ Bát
Gia phả các dòng họ lâu đời ở Bát Tràng như họ Lê, Vũ, Phạm, Nguyễn, Trần... đều ghi nhận rằng tổ tiên xưa của họ từ Bồ Bát di cư từ thời Vua Lý Công Uẩn rời đô từ Hoa Lư ra Thăng Long và định cư thành Bát Tràng ngày nay. Làng Bát Tràng thờ tổ nghề gốm là Hứa Vĩnh Kiều, vốn là người Bồ Bát. Hứa Vĩnh Kiều đỗ Thái học sinh được triều đình nhà Lý cử đi sứ phương Bắc, ông tiếp thu nghề gốm Trung Hoa và trở về phát triển nghề gốm Bát Tràng. Vào thời Hậu Lê khoảng cuối thế kỉ thứ 14 - đầu thế kỉ 15, xã Bồ Xuyên gồm các thôn (La, Bái, Lộc, Đoài, Đinh, Kênh) và trang Bạch Bát thuộc tổng Bạch Liên, huyện Yên Mô, phủ Trường Yên, trấn Thanh Hoa Ngoại. Ngày nay, các thôn La, Bái, Lộc, Đoài, Đinh... và làng Bạch Liên đều thuộc xã Đồng Thái, tỉnh Ninh Bình, vùng này có loại đất sét trắng rất thích hợp với nghề làm gốm.
Theo truyền thuyết, gia phả dòng họ Phạm ở làng Bạch Liên và Bát Tràng và kết quả khảo cổ tại di chỉ Mán Bạc thuộc Bồ Bát xưa nay là làng Bạch Liên là nơi duy nhất làm nghề gốm cổ. Điều này được xác nhận qua dấu tích của những lớp đất nung và mảnh gốm ken dày đặc, và còn được táng cùng các bộ hài cốt cách đây gần 4000 nghìn năm tìm thấy ở di chỉ Mán Bạc.

### Cố đô Mô Độ
Khi quân Minh tràn sang xâm lược Đại Việt và cuộc kháng chiến do nhà Hồ lãnh đạo nhanh chóng bị thất bại, Nhà Minh liền yết bảng truy bắt con cháu họ Trần, vì lẽ đó, Trần Ngỗi buộc phải rời kinh thành Thăng Long vào vùng Trường Yên thì gặp thổ hào Mô Độ là Trần Triệu Cơ đang chiêu mộ lực lượng để chiến đấu. Ngày 2/10 năm Đinh Hợi (1407), sau khi triều đình nhà Hồ đã bị quân Minh bắt hết về Trung Quốc, để tạo ra ngọn cờ chính thống cho cuộc chiến đấu giành độc lập, tại đất Mô Độ - châu Trường Yên, lực lượng của Trần Triệu Cơ chính thức đưa Trần Ngỗi lên ngôi Hoàng Đế, đặt niên hiệu là Hưng Khánh. Sử cũ và truyền thuyết vẫn thường gọi ông là Giản Định Đế.
Các thần tích ở đền La cho biết Trần Triệu Cơ là người Mô Độ, tức Đồng Thái, Ninh Bình ngày nay. Trước khi gặp Trần Ngỗi, Trần Triệu Cơ đã là thổ hào đất Mô Độ và chiêu mộ được một lực lượng khá lớn.
Tháng sáu năm 1412, Trương Phụ, Mộc Thạnh đem quân đánh quân của Nguyễn Suý, Nguyễn Cảnh Dị, Đặng Dung ở kinh đô Mô Độ và khu vực Ninh Bình, Thanh Hóa, Nghệ An. Thế giặc quá lớn, các thành bị chiếm.

### Đền Hậu Trần
Khu di tích đền Hậu Trần gồm đền La, phủ Bối Mai, lăng mộ Giản Định Đế thờ 2 vua Hậu Trần, công thần Trần Triệu Cơ và công chúa Bối Mai trên đại bản doanh kinh đô Mô Độ xưa nay là làng Bồ Xuyên, xã Yên Thành, Yên Mô, Ninh Bình. Xã Yên Thành còn lưu giữ được khá nhiều di tích, dấu ấn về thời Hậu Trần. Ngôi đền đã được cấp bằng "Di tích lịch sử, văn hóa quốc gia". Ngôi đền ở vào địa thế có bốn ngọn núi chầu bốn bên: Phương Duệ, Cổ Rùa, Long Mã, Búi Tóc.
Thôn La còn có phủ thờ Bối Mai công chúa dưới chân núi Cái Sơn. Bà là con gái Giản Định Đế, người có công tổ chức việc khẩn hoang, khuyến khích việc nông trang, xây dựng xóm làng. Cách phủ thờ Bối Mai công chúa là khu lăng, nơi này, theo truyền thuyết là nơi an táng Giản Định Đế. Khu lăng ngày trước rộng đến 8 ha. Trước lăng có biển đề: "Hậu Trần hoàng đế lăng". Xã Yên Thành lại còn một cái giếng mang tên Giếng Dặn. Giếng này có từ thời Giản Định Đế. Theo phong tục địa phương, uống nước giếng Dặn là nhớ lấy lời tiên tổ, ra sức giữ gìn và góp phần dựng xây non sông gấm vóc.
Lễ hội đền Hậu Trần tưởng nhớ các vị anh hùng thời Hậu Trần được mở từ ngày 12 đến ngày 13 tháng ba âm lịch hàng năm. Ngày hội có rước kiệu quanh đền, sau đó lễ dâng hương, đọc văn tế. Hội có nhiều trò vui chơi như đánh đu, kéo chữ, đánh cờ và múa hát. Hội còn có tục lệ dâng "Xôi Vựng". Loại xôi này phải chọn gạo nếp thật trắng và thơm, các làng dự thi xôi và làm cỗ cúng. Gạo nếp được vo ở nước giếng đặc biệt của thôn Thượng Phường gọi là giếng Me, các thôn khác phải cử người về giếng Me của thôn Thượng Phường từ ngày hôm trước để xin nước ngâm gạo. Người dân nơi đây cho rằng nước giếng Me trong suốt, tinh khiết, nấu xôi rất dẻo và thơm.

### Kênh Nhà Lê
Đồng Thái có nhiều đền Vua Lê Đại Hành, tương truyền nơi đây xưa có thành Thiên Phúc do Lê Hoàn xây dựng và khi Ngô Nhật Khánh đưa Chiêm Thành tấn công thành này đã bị bão dìm chết ở cửa biển Thần Phù, gần khu vực này. Đồng Thái là quê hương của anh hùng Dương Văn Thanh, Thượng tá, cử nhân khoa học quân sự, nguyên Phó Trung đoàn trưởng không quân 910. Anh là liệt sĩ, phi công duy nhất được Chủ tịch nước truy tặng danh hiệu Anh hùng lực lượng vũ trang nhân dân trong thời kỳ đổi mới. Dương Văn Thanh, sinh năm 1958 ở xã Yên Thái, Yên Mô. Năm 1976, ông trúng tuyển phi công và được đào tạo ở Trường sĩ quan không quân khi anh mới 18 tuổi, trở thành học viên giỏi năm năm liền, tốt nghiệp xuất sắc trong kỳ thi cuối năm 1981 và được nhà trường tuyển dụng để đào tạo, bồi dưỡng nghiệp vụ và trở thành giảng viên.
Xã Yên Thái nằm bên tuyến kênh Nhà Lê, là tuyến đường thủy đầu tiên trong lịch sử Việt Nam từ kinh đô Hoa Lư đến Đèo Ngang và được xem là tuyến đường Hồ Chí Minh trên sông vì những đóng góp cho các cuộc chiến tranh của người Việt.

## Danh thắng

### Hồ Đồng Thái
- Hồ Đồng Thái thuộc xã Yên Đồng cùng với hồ Yên Thắng, hồ Yên Quang là 3 hồ nước lớn nhất Ninh Bình, có diện tích mặt nước khoảng 200 ha. Toàn bộ hồ có diện tích 2185 ha trong đó có 380 ha được quy hoạch thành khu du lịch nghỉ dưỡng cao cấp. Đây là hồ nước lớn nhất Ninh Bình với nhiều loài động thực vật quý hiếm. Hồ Đồng Thái là một hồ rộng với hình dạng bị cắt xẻ nhiều. Bờ hồ nằm uốn lượn tạo ra nhiều "bán đảo" với nhiều thung lũng đẹp, diện tích từ 2 - 10 ha, Các thung lũng là khu rừng nguyên sơ với nhiều loại động, thực vật hoang dã. Phần lớn thung lũng có bề mặt bằng phẳng, rất thuận lợi xây dựng các khu vui chơi, giải trí hoà quyện với thiên nhiên. Khu du lịch hồ Đồng Thái nằm ở phía Bắc của hồ, thuộc xã Yên Đồng, là nơi phát triển nhiều loại hình du lịch giải trí như du thuyền, đua thuyền, cắm trại, săn bắn, mua sắm hàng hoá, hành hương đến các đền, phủ, leo núi, khám phá hang động, nghỉ dưỡng. v.v.
- Động Mã Tiên nằm ở lưng chừng núi núi Roi Ngựa là một thắng cảnh đẹp cạnh hồ Đồng Thái. Cửa động cao đến 15m, rộng 10m, trông giống miệng của con cá khổng lồ đang há rộng. Nền hang ở động này trũng xuống, không được bằng phẳng, chứa đựng nhiều khối đá lớn nhỏ muôn hình muôn vẻ. Từ nền hang đi qua một cửa hang hẹp sẽ bước lên tầng 2 của động Mã Tiên, cao hơn, có đến 5 buồng hang cao, thấp, rộng, hẹp. Mỗi buồng hang là một cảnh sắc khác nhau. Tầng 2 của động ở phía Tây được gọi là nơi tiên ở. Buồng của tiên ở cao nhất, mát nhất. Trong động có giếng ngọc lúc nào cũng có nước trong xanh. Toàn bộ động Mã Tiên không chỉ có một cửa hang, mà còn có đến 3 cửa lộ thiên trên đỉnh núi nên lúc nào cũng sáng, mát mẻ, không khí trong lành.

### Hồ Yên Thắng
Hồ Yên Thắng nằm chạy dài dưới chân đồi thuộc ba xã Đông Sơn, Yên Thành và Yên Thắng với diện tích mặt nước 180 ha và 240 ha đồi cây xung quanh, tạo nên một cảnh quan thiên nhiên hài hòa, môi trường sinh thái trong lành. Hệ thống hồ Yên Thắng hiện cũng một công trình thủy lợi chống lũ, đảm bảo an toàn cho sản xuất và đời sống của nhân dân các xã Yên Thắng, Yên Thành, Yên Hòa của huyện Yên Mô. Với một hệ thống đập tràn, tưới tiêu, hệ thống giao thông thuận lợi chỉ cách thành phố Ninh Bình 15 Km, hồ Yên Thắng hứa hẹn là một điểm du lịch sinh thái, nghỉ dưỡng cuối tuần cho du khách trong và ngoài nước.
1. 1 2 3 4 5  Nghị quyết của Quốc hội về sắp xếp các đơn vị hành chính cấp xã của tỉnh Ninh Bình năm 2025
2. ↑  "Bí mật" của những ngôi mộ 3.500 năm ở Mán Bạc
3. ↑  Ninh Bình: Bảo tồn và phát huy giá trị Di tích Khảo cổ Mán Bạc
4. ↑  Khảo cổ học Mán Bạc - Hành trình giải mã một “thung lũng ký ức”
5. ↑  "Làng Gốm Sứ Bát Tràng". Bản gốc lưu trữ ngày 7 tháng 8 năm 2011. Truy cập ngày 6 tháng 7 năm 2011.
6. ↑  Việt sử lược chép: Trần Ngỗi là con trai vua Trần Nghệ Tông (1321-1394). Khi ông chạy đến Mô Độ, Trường Yên thì người châu này là Trần Triệu Cơ dựng ông làm vua- xưng là Giản Định Đế, đặt niên hiệu là Hưng Khánh.